# Bela Vista da Caroba
Bela Vista da Caroba è un comune del Brasile nello Stato del Paraná, parte della mesoregione del Sudoeste Paranaense e della microregione di Capanema.